# U.S. Highway 63
Der U.S. Highway 63 (kurz US 63) ist ein United States Highway in den Vereinigten Staaten. Der Highway beginnt in Louisiana und verläuft durch weitere vier Bundesstaaten nach Wisconsin. Er wurde im Jahr 1926 als einer der ersten U.S. Highways erbaut.

## Verlauf
Der Highway beginnt in Ruston (Louisiana) an der I 20 / US 167 und verläuft nach Norden nach Arkansas. In Arkansas kreuzt er insgesamt dreizehn andere Highways und sechs Interstate Highways und führt durch Stuttgart, Arkansas und an Memphis, Tennessee vorbei. Dann verläuft er durch Missouri, wo er acht Highways und zwei Interstates kreuzt und danach nach Iowa. Nach Iowa verläuft er kurze Zeit durch Minnesota und endet dann nach fünf Kreuzungen mit Highways in der Nähe von Ashland, Wisconsin bei U.S. Highway 2.

## Weblinks

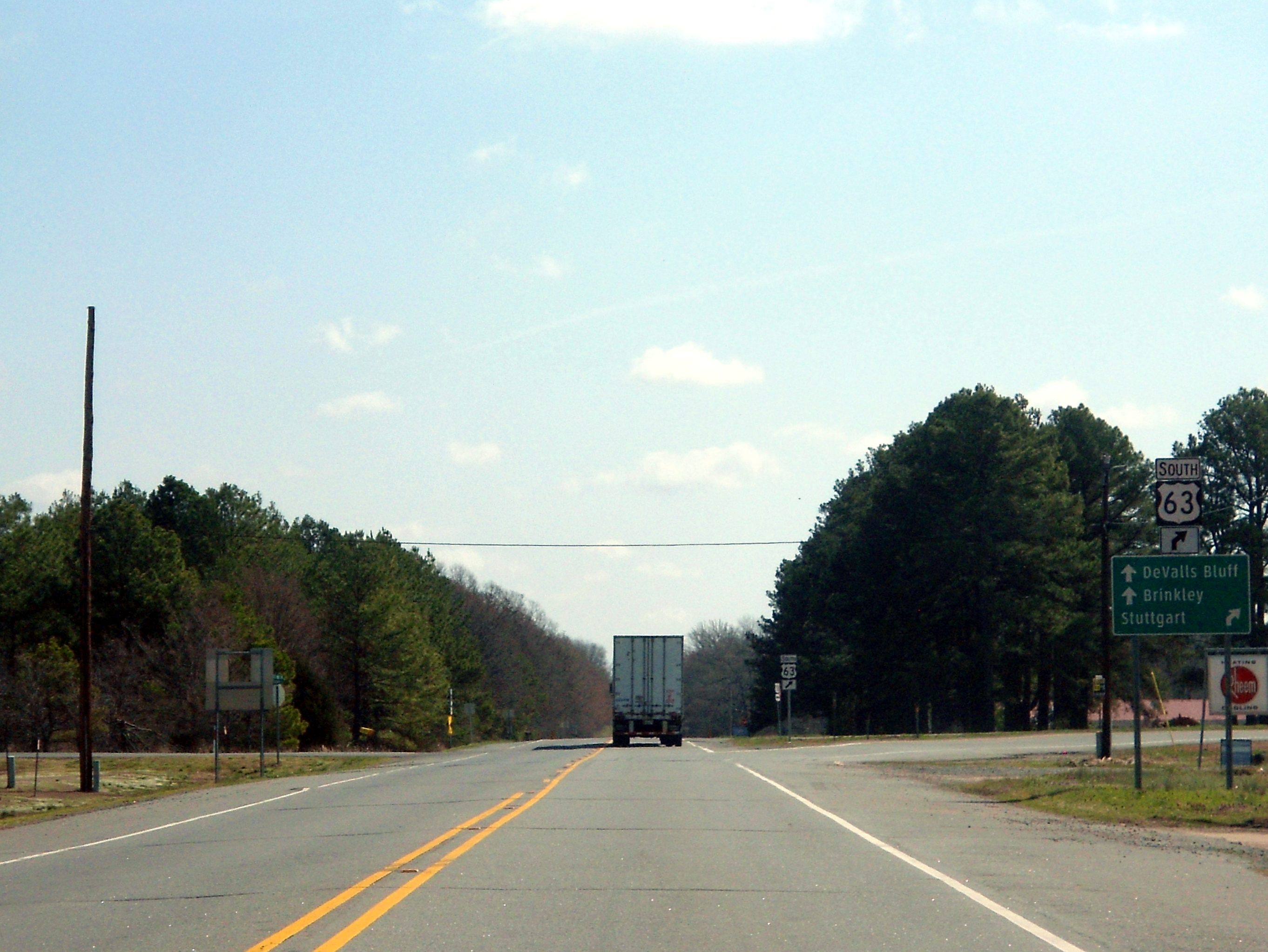
U.S. Highway 63 nahe Hazen (Arkansas)